# Fünfzehn Gebete zum Leiden Christi
Die Fünfzehn Gebete zum Leiden Christi (in den Handschriften teils Quindecim orationes genannt, in der Forschung auch Pseudo-Birgittische Passionsgebete) sind eine in Spätmittelalter und Früher Neuzeit weit verbreitete Sammlung von Gebeten, die die Passion zum Thema haben. Lange Zeit wurden sie irrtümlich Birgitta von Schweden zugeschrieben.

## Inhalt
In den Gebeten werden Details der Passion in teils drastischer Sprache thematisiert. Sie sind als direkte Ansprache an Jesus selbst formuliert und beginnen jeweils mit „Oh“ und einem Epitheton Christi. Mit den Texten der Gebete selbst wurden unterschiedliche Paratexte überliefert, die die Offenbarung dieser Gebete und der Zahl der einzelnen Wunden, die Christus bei der Passion erlitten habe (nämlich 5490), erzählen; darüber hinaus stellen sie geistlichen Lohn (Rettung aus dem Fegefeuer für Verwandte des Betenden oder diesen selbst, Bekehrung von Sündern) sowie Hilfe im Diesseits in Aussicht, wenn die Gebete täglich zusammen mit je einem Vater Unser und Ave Maria gebetet werden. Das tägliche fünfzehnfache Beten soll an die 5490 Wunden Christi erinnern. Solche Reihengebete sind in unterschiedlicher Form seit dem späten 13. Jahrhundert überliefert, oft unter Berufung auf Bernhard von Clairvaux und verbunden mit ähnlichen Legenden wie bei den pseudo-Birgittischen Gebeten.

## Entstehung und Verbreitung
Die gelehrten lateinischen Gebete entstanden im 14. Jahrhundert vermutlich in England und wurden in zahlreiche Volkssprachen übersetzt, teils mehrfach. Die Fünfzehn Gebete wurden vor allem durch Aufnahme in Stundenbücher, andere Gebetbücher und Sammelhandschriften sehr weit verbreitet. Die frühesten Textzeugen stammen noch aus der ersten Hälfte des 14. Jahrhunderts. Besonders die mittelenglischen Fassungen (auch bekannt als Fifteen Oes) fanden vor und nach der Reformation sehr weite Verbreitung. Im spätmittelalterlichen England gehören sie zu den bekanntesten Gebetstexten überhaupt.
Seit der editio princeps einer mittelenglischen Fassung im Jahr 1478 durch Johann Bull sind zahlreiche Fassungen der Fünfzehn Gebete in verschiedenen Sprachen immer wieder gedruckt worden. In England erlangte die Ausgabe durch William Caxton von 1491, die durch Elizabeth of York und Margaret Beaufort gefördert wurde, besondere Bedeutung. Ab 1571 durften verschiedene Ausgaben der Fünfzehn Gebete von Katholiken nur in purgierter Form gelesen werden, wurden aber nicht auf den Index librorum prohibitorum gesetzt. Die Gebete selbst (im Unterschied zu den begleitenden Paratexten) fanden mehrfach auch positive Würdigung seitens der Amtskirche.

## Autorschaft
In den Handschriften werden die Gebete meist Brigitta von Schweden, teils auch Bernhard von Clairvaux oder einer anonymen Einsiedlerin zugeschrieben. In den Drucken dominiert die Zuschreibung an Birgitta. Die moderne Forschung hat diese Zuschreibung seit langem als unhaltbar erkannt. Wann genau, wo und von wem die Gebete verfasst wurden, ist unbekannt. Meist wird eine Entstehung im 14. Jahrhundert in (Nord-)England angenommen.

## Editionen und Übersetzungen
- Alexandra Barratt / Susan Powell (Hrsg.): The Fifteen Oes and other Prayers: Edited from the Text Published by William Caxton (1491). Carl-Winter-Universitätsverlag, Heidelberg 2021, ISBN 978-3-8253-4851-9. [Maßgebliche Edition.]
- Rebecca Krug: The Fifteen Oes. In: A. Bartlett / T. Bestul (Hrsg.): Cultures of Piety: Medieval English Devotional Literature in Translation. Cornell University Press, Ithaka 1999, S. 107–117, doi:10.7591/9781501726767-006 [Mit Übersetzung ins moderne Englisch.]